# معبد القصير النبطي
معبد القصير النبطي هو موقع أثري يتمثل في معبد نبطي. يقع جنوب مدينة الوجه الواقع إلى الشمال الغربي من المملكة العربية السعودية، وتحديدًا في موقع القصير الأثري.

## الوصف
يقع المعبد على الضفة الجنوبية بوادي الحمض قبل مصبه في البحر عند مرسى كركمة٬ وتشبه عمارته إلى حد كبير واجهات الأضرحة النبطية المنحوتة في موقع الحجر (مدائن صالح)٬ ويأخذ المعبد شكلاً مستطيلاً أبعاده (85.9×9.12م)٬ وتمتد أضلاعه إلى غير الاتجاهات الأصلية٬ وترتفع أرضيته من الداخل بمقدار 120 سم عن مستوى سطح الأرض الخارجية٬ ويصعد إليه بوساطة أربع درجات نفذت في مصطبة تتقدم ضلعه الجنوبي الشرقي المواجه لمطلع الشمس٬ وتفضي هذه المصطبة إلى مدخل المعبد المحصور بين عمودين من الرخام. وتتكون أرضية المعبد من الداخل من مستويين٬ يرتفع أعلاهما بمقدار 30 سم عن الآخر.